# Ledung

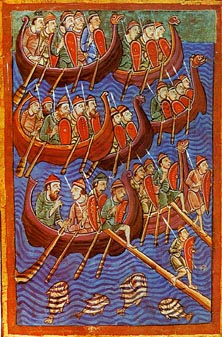
XII-wieczna ilustracja przedstawiająca duńskie okręty w trakcie zamorskiej wyprawy wojennej

Ledung, także leidag, leiðangr (staronorweski), leidang (norweski), leding (duński), ledung (szwedzki) lething (angielski) lepunger (staroszwedzki) – średniowieczny skandynawski system mobilizacji floty przybrzeżnej bądź przeznaczonej do sezonowych wypraw łupieżczych, oparty na podziale kraju na okręgi, stanowiący morski odpowiednik pospolitego ruszenia.
W ramach ledungu każdy okręg zobowiązany był dostarczyć okręt wraz z określoną przepisami uzbrojoną załogą, wyposażeniem i zapasami żywności na wezwanie króla lub lokalnego przywódcy wojskowego w przypadku konieczności odparcia wrogiej agresji bądź połowę składu w przypadku wezwania na ofensywną wyprawę zamorską.

## Etymologia nazwy
Pochodzenie nazwy wywodzić się może z zestawienia słów „leid” – „wyprawa morska”, także „towarzyszyć”, „należeć do orszaku” oraz „gagn” – „ekwipunek, wyposażenie”. Na głównie morski charakter ledungu wskazuje marynistyczne słownictwo używane w przepisach regulujących jego szczegóły. Powołanie wojownika określano jako „roa” („wiosłowanie”), grupa farm dostarczająca jednego wojownika określana była w Danii jako „pokładowy”, a w Szwecji jako „dulka”. Tytuł duńskiego dziedzicznego urzędnika lokalnego „styraesman” („sternik”) wywodzi się z określenia dowódcy wystawionego przez okręg okrętu, będącego jednocześnie przywódcą załogi.

## Organizacja ledungu
Nie są znane początki organizacji sił zbrojnych w formie ledungu, być może po raz pierwszy na wybrzeżach Dani powoływano w tej formie flotę w VI wieku ery chrześcijańskiej. Około X wieku system został prawnie uregulowany, co wiązało się z jego regularnym stosowaniem.
Wybrzeże krajów skandynawskich zostało podzielone na okręgi, odpowiedzialne za dostarczenie jednego okrętu określonych rozmiarów. Z kolei okręgi podzielone zostały na mniejsze jednostki grupujące po kilka farm, z których każdy był odpowiedzialny za dostarczenie uzbrojonego wojownika wraz z zapasami żywności. Okręt wraz z załogą powinien być gotowy w ciągu 5 dni od zwołania ledungu.
Uchylającym się od obowiązku stawienia się bądź dostarczenia wymaganych prawem zapasów groziła wysoka grzywna.
Pierwszy znany źródłom Ledung został zwołany w 789 roku, w jego ramach zmobilizowano trzy uzbrojone okręty. Chociaż zestawienie dotyczące obowiązków mobilizacyjnych okręgów na wybrzeżu Norwegii zawarte w prawie Gulanthing wskazuje na duże możliwości mobilizacyjne obejmujące ponad 230 okrętów obsadzonych przez ok. 27000 wojowników, w rzeczywistości floty przybrzeżne wystawiane w ramach ledungu liczyły 10 do 35 okrętów. Wyprawy łupieżce, w których brało udział 15 okrętów obsadzonych przez 1800 ludzi określane są przez sagi jako „bardzo duże”.
Szczegółowe określenie obowiązków okręgów różniło się w poszczególnych krajach Skandynawii. Większe obowiązki obciążały okręgi położone na wybrzeżach Danii, gdzie powoływano większą liczbę mniejszych okrętów. Większe okręty mobilizowano na wybrzeżach Norwegii, co wynikało z większych odległości jakie pokonywały rozpoczynające się w północnej Skandynawii wyprawy łupieżcze. Flota powołana w celach obronnych służyła głównie do szybkiej koncentracji sił w miejscu zagrożenia. W celu jej zgromadzenia używano systemu umownych znaków i ostrzeżeń, przekazywanych wzdłuż wybrzeża przez wszystkich mieszkańców oraz rozpalanych na szczytach ognisk.

## Zmierzch ledungu
Ledungowy system mobilizacji floty utrzymał się w krajach skandynawskich do XV w. pomimo rozwoju techniki morskiej, powstania dużych okrętów typu koga (kogge) oraz od połowy XIV w. większych okrętów typu holk (holcke), mogących pomieścić 200-osobową załogę oraz wprowadzenia artylerii okrętowej. Wynikało to z faktu, że słabe ekonomicznie miasta regionu nie były w stanie sfinansować nowocześniejszych form floty wojennej. Nieduży rozmiar i słabość militarna statków zmobilizowanych w ramach ledungu w stosunku do okrętów Hanzy zmuszał królów Danii do opierania się na systemie kaperskim.